# 定南南站
定南南站位于江西省赣州市定南县历市镇新塘尾，是京港客运专线赣深段的一座火车站，也是目前江西省最南端的铁路客运车站。

## 概况
定南南站站房最高聚集人数为800人，为小型客运专线铁路旅客站房。站房为线侧平式站房，总建筑面积9997.6平方米，设计上采用“九曲东江源，云台赣南门”的元素。站场规模2台6线，设岛式站台2座及进出站地道1座。

## 车站楼层
| 地上二层 | 上行站台 | 赣深高铁 赣州西方向（下站：龙南东） |  |  |
|          | 岛式站台 |                                     |  |  |
|          | 上行站台 | 赣深高铁 赣州西方向（下站：龙南东） |  |  |
|          |          | 赣深高铁 赣州西方向越行线           |  |  |
|          |          | 赣深高铁 深圳北方向越行线           |  |  |
|          | 下行站台 | 赣深高铁 深圳北方向（下站：和平北） |  |  |
|          | 岛式站台 |                                     |  |  |
|          | 下行站台 | 赣深高铁 深圳北方向（下站：和平北） |  |  |
| 地面     | 站厅     | 售票处、候车区、进站口、出站口      |  |  |